# پوتولیتسه
پوتولیتسه (به لهستانی:  Potulice) یک روستا در لهستان است که در گمینا ناکوو ناد نوتچیان واقع شده‌است. پوتولیتسه ۲٬۱۰۰ نفر جمعیت دارد.